# Zhou Zhimian
Zhou Zhimian (xinès: 周之冕; en pinyin: Zhōu Zhīmiǎn) fou un pintor sota la dinastia Ming. Nadiu de Changshu, província de Jiangsu. No es coneixen les dates exactes del seu naixement ni la de la seva mort (nascut el 1521?). Va destacar com a pintor concís de flors i ocells (era un gran observador dels costums d'aquests animals quan volaven i menjaven. Artista actualment molt cotitzat. En una subhasta es va adjudicar una obra seva a un preu que va superar la de Rubens.